# Sabine Ginther
Sabine Ginther nació el 3 de febrero de 1970 en Vorderhornbach (Austria), es una esquiadora retirada que ganó 2 Copas del Mundo en disciplina de Combinada y 6 victorias en la Copa del Mundo de Esquí Alpino (con un total de 13 podiums).

## Resultados

### Campeonatos Mundiales
- 1991 en Hinterglemm, Austria
  - Descenso: 6.ª

### Copa del Mundo

#### Clasificación general Copa del Mundo
- 1988-1989: 78.ª
- 1989-1990: 49.ª
- 1990-1991: 2.ª
- 1991-1992: 6.ª
- 1992-1993: 28.ª

#### Clasificación por disciplinas (Top-10)
- 1990-1991:
  - Combinada: 1.ª
  - Descenso: 2.ª
  - Super Gigante: 8.ª
- 1991-1992:
  - Combinada: 1.ª
  - Descenso: 7.ª
- 1992-1993:
  - Combinada: 6.ª

#### Victorias en la Copa del Mundo (6)

##### Descenso (3)
| Fecha                | Lugar       |
| -------------------- | ----------- |
| 9 de marzo de 1991   | Lake Louise |
| 15 de marzo de 1991  | Vail        |
| 1 de febrero de 1992 | Grindelwald |

##### Eslalon (1)
| Fecha               | Lugar   |
| ------------------- | ------- |
| 12 de enero de 1992 | Schruns |

##### Combinada (2)
| Fecha                | Lugar       |
| -------------------- | ----------- |
| 12 de enero de 1992  | Schruns     |
| 2 de febrero de 1992 | Grindelwald |